# Azovstal

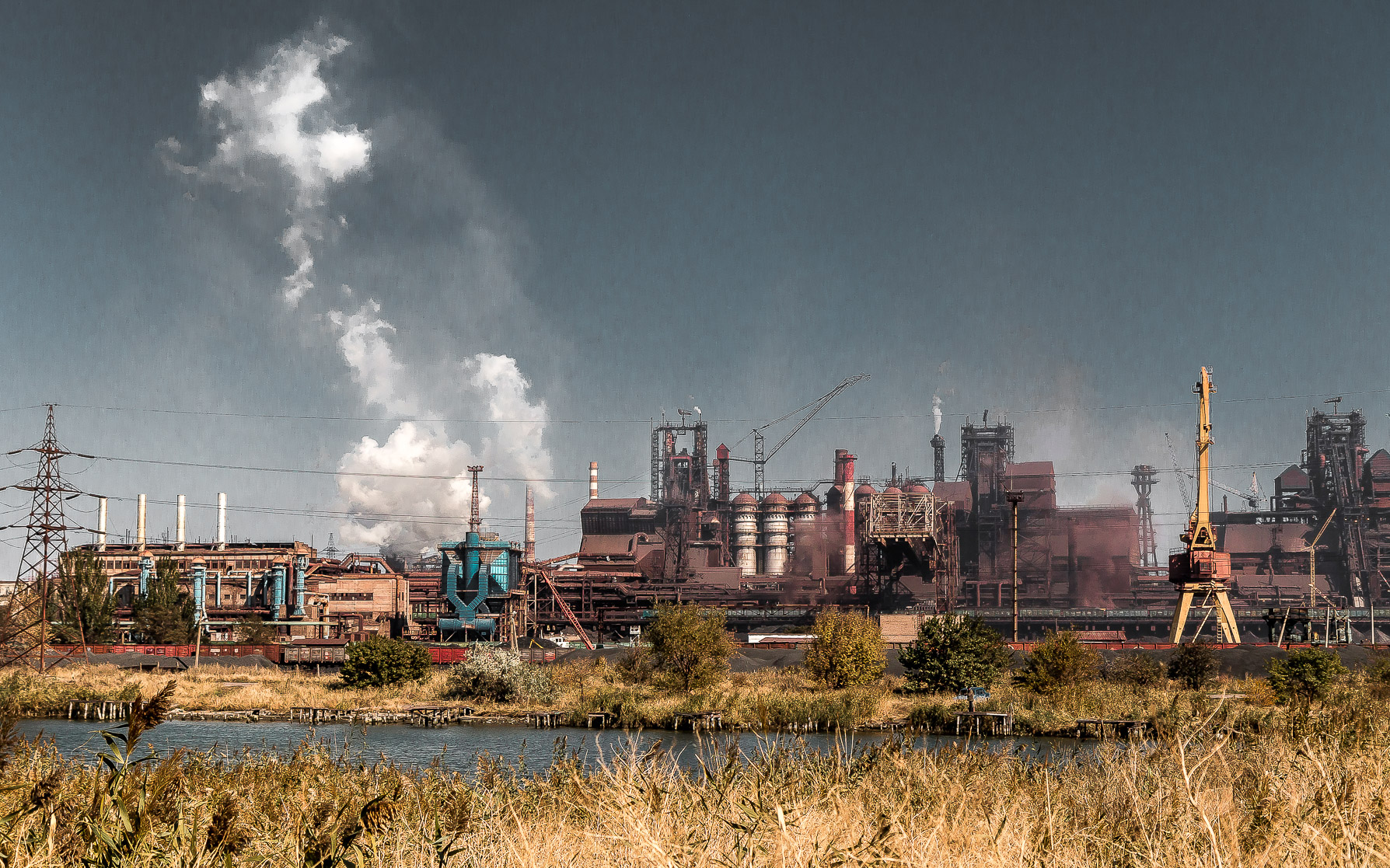
Uzina metalurgică Azovstal

Azovstal, sau oțelăria Azov, este o uzină metalurgică din Ucraina situată în Mariupol. Este a treia uzină metalurgică ca mărime din Ucraina. A fost construită în 1933 pe malul stâng al râului Kalmius cu un port propriu pentru transbordarea minereului de fier din Peninsula Kerci din Crimeea. Azovstal  a fost privatizată de Metinvest, care face parte din Systems Capital Management al lui Rinat Ahmetov. În 2008 uzina a achiziționat rafinăria de cocs din vecinătate. De asemenea, a produs o gamă completă de produse, inclusiv 6 milioane de tone de fontă, 7 milioane de tone de oțel, 4,5 milioane de tone de oțel laminat cu proprietăți unice și 1,5 milioane de tone de oțel sinterizat. Produsele sale din oțel sunt folosite pentru aplicații atât de solicitante și exigente, cum ar fi construcțiile de nave, poduri, conducte în condiții climaterice aspre și blindaje de tancuri. În timpul celui de-al doilea război mondial, trupele germano-fasciste au distrus complet uzina.
Uzina metalurgică a devenit unul dintre cele mai emblematice puncte ale Asediului Mariupolului în timpul invaziei rusești din 2022 în Ucraina. Uzina are tuneluri și buncăre capabile să reziste unui atac nuclear și a devenit astfel o poziție defensivă majoră pentru ucraineni, uzina fiind extrem de ușor de apărat. Pe măsură ce trupele rusești au avansat în Mariupol, forțele ucrainene (batalionul Azov, pușcași marini ucraineni, brigăzi motorizate, o brigadă a Gărzii Naționale) au început să se retragă în Azovstal, iar la sfârșitul lunii aprilie aceasta a devenit ultimul loc de rezistență ucraineană. Uzina a fost complet distrusă de bombardamentele rusești pe parcursul bătăliei. După capturarea Mariupolului de către ruși, aceștia au plănuit să demoleze uzina și să transforme zona într-un complex turistic.